# Slag bij Westrozebeke
De Slag bij Westrozebeke werd op 27 november 1382 op de Goudberg bij Westrozebeke geleverd tussen voetmilities van opstandige Vlaamse steden onder leiding van de Gentenaar Filips van Artevelde en een Frans ridderleger geleid door de minderjarige koning Karel VI en gecommandeerd door Olivier de Clisson. Ook Lodewijk van Male, graaf van Vlaanderen, vocht mee tegen het opstandige gemeen. De troepen onder Filips van Artevelde werden verslagen en hun leider sneuvelde, wat echter niet het einde betekende van de Gentse Opstand. In het Frans, en bijgevolg ook in het Engels, staat deze veldslag gekend als de slag bij Roosebeke.

## Voorbeschouwing
Na drie jaar Vlaamse opstand, geleid door de Gentse wevers, was Lodewijk van Male in mei 1382 de controle over zijn graafschap verloren door de Slag op het Beverhoutsveld. Vernederd moest hij hulp vragen aan zijn leenheer, koning Karel VI. Een Franse tussenkomst was niet vanzelfsprekend. Lodewijk kon echter rekenen op de steun van de Bourgondische hertog Filips de Stoute, die gehuwd was met Lodewijks enige dochter en erfgename  Margaretha van Male. Hij had er dus belang bij de rust te herstellen in zijn toekomstige graafschap en bovendien had hij ook de mogelijkheden daartoe, want sinds 1380 bepaalde hij het beleid in de regentschapsraad die het bestuur over Frankrijk uitoefende tijdens de minderjarigheid van Karel VI, die een neef van hem was. Ongetwijfeld zal de hertog hebben gewezen op de dwingende politieke redenen die een optreden noodzakelijk maakten. In het Westers Schisma stonden de Vlaamse steden immers aan de kant van de Urbanisten, en dus tegen de Clementijnen. Bovendien werkte de sociale rebellie van de Gentenaars aanstekelijk op het gemeen in Parijs, Rouen en Amiens, waar revolte broeide. Er waren dus redenen om in te grijpen, maar het was al laat in het seizoen. Toch werd de zaak niet uitgesteld, wat misschien mee was ingegeven door de bekommernis om de Engelsen geen kans te geven steun te sturen.

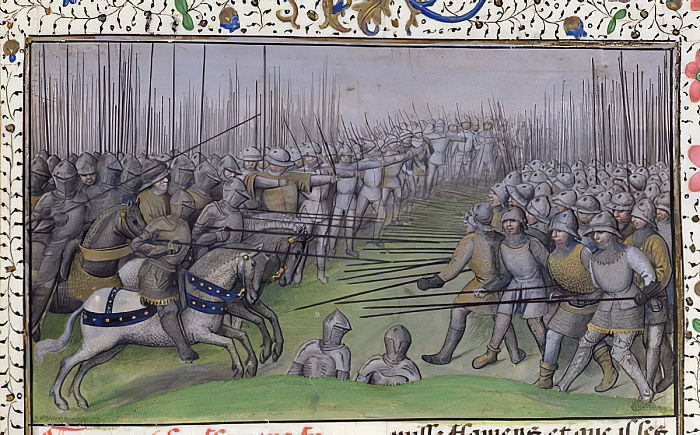
Het treffen weergegeven op een miniatuur uit 1477

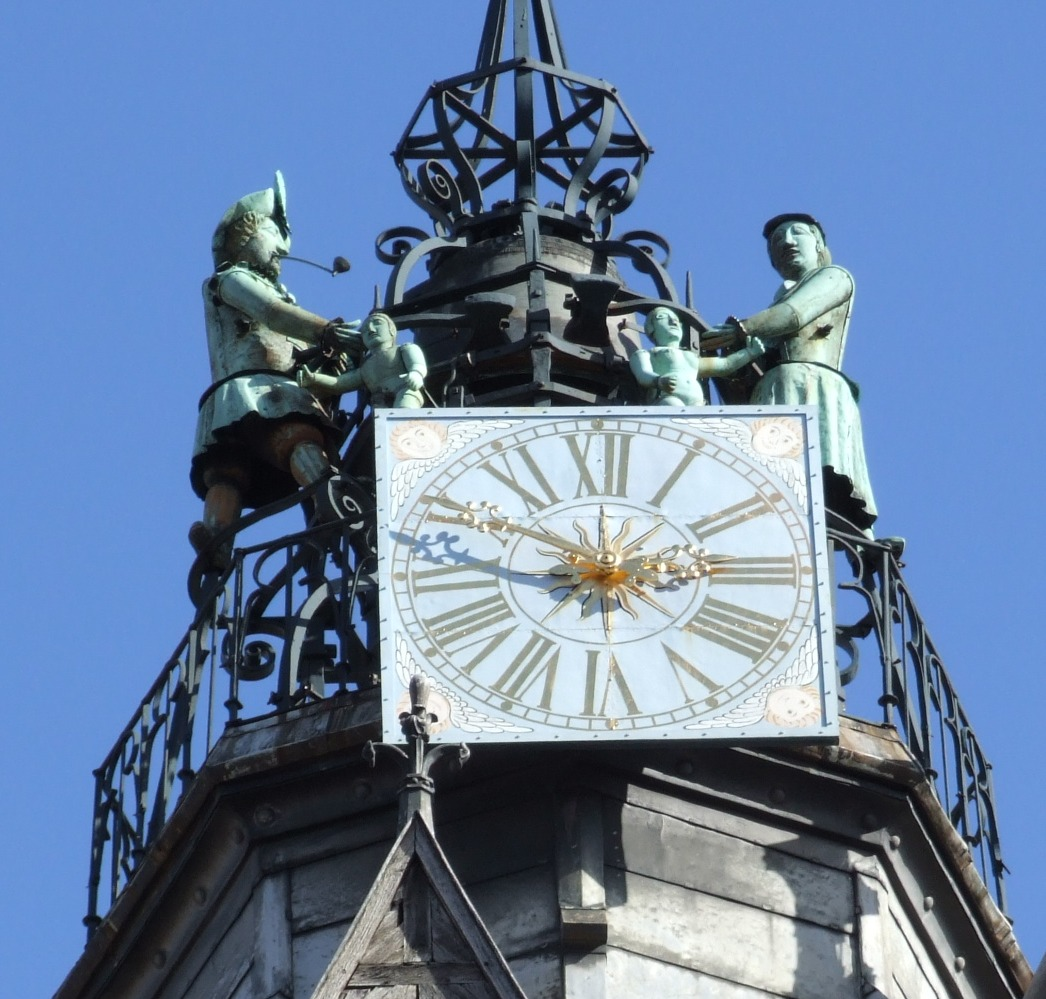
Le Jacquemart, die door Filips de Stoute uit Kortrijk werd meegenomen naar Dijon

## Manoeuvres
De Fransen verzamelden een sterk leger bij Atrecht en zetten zich op 12 november met 10.000 man in beweging. Bij Rijsel trok Lodewijk van Male een kleiner leger samen gerekruteerd uit de Waals-Vlaamse kasselrijen en bij enkele bondgenoten. Het Vlaamse militieleger, dat kon rekenen op verschillende tienduizenden manschappen, brak het beleg van Oudenaarde op, dat werd verdedigd door een garnizoen onder Daniël Halewijn. Door te blijven had Artevelde waarschijnlijk de winter kunnen doorkomen in afwachting van Engelse steun, maar hij trok de Fransen tegemoet. De Vlamingen hadden alle bruggen over de Leie vernield, behalve die van Komen en Waasten, bewaakt door 900 soldaten onder Pieter van den Bossche en Pieter De Winter (twee Gentenaars die door Van Artevelde waren aangesteld als kapiteins van Brugge). Ook Frans Ackerman nam deel aan de schermutselingen tussen Brugge en Gent. De Fransen, die waren opgerukt via Lens, Seclin en Rijsel, wilden het zo snel mogelijk tot een treffen laten komen en besloten geen omweg te maken. Enkele honderden strijders lieten zich overzetten en verjoegen de bewakingsmacht. Ze namen Ieper in, dat zich op 23 november onderwierp. Het Vlaamse militieleger nam ondertussen positie in op een heuvel, de Goudberg, tussen Oostnieuwkerke en Passendale. De Franse troepen lagen aan de voet van de heuvel achter een beek. Voor het eerst sinds de Slag bij Poitiers (1356) voerden ze de Oriflamme, want het was een heilige strijd tegen schismatici. In het Vlaamse kamp verordonneerde Van Artevelde geen kwartier te geven aan de Fransen, behalve aan de koning, want die was nog jong en konden ze meenemen naar Gent om Vlaams te leren.

## De slag
In de morgen van 27 november wilde Van Artevelde van de dichte mist gebruikmaken om aan te vallen. Na een salvo van de Vlaamse artillerie beval hij overmoedig zijn in een vierkant opgestelde mannen hun gunstige positie te verlaten en arm in arm op te rukken. Zelf liep hij in de voorste gelederen tussen de Witte Kaproenen. De stormloop drong diep door in de Franse gelederen.
De Franse bevelhebber, Olivier de Clisson, strafte dit af door de onverdedigde flanken van de Vlamingen met zijn zware ruiterij aan te vallen. Dat veroorzaakte paniek in de Vlaamse achterhoede, die haar wapens weggooide en op de vlucht sloeg. Daardoor bleef de Vlaamse hoofdmacht niets anders over dan zich in een cirkel op te stellen. Ze werden achteruit gedrongen en poogden aan de bron van de Mandel hun gelederen te herstellen. Een aparte troep bestookte hen vanaf de Tiendenberg, waardoor een groot deel van de Vlaamse troepen op de vlucht sloeg in de richting van Staden. Alleen een groep Gentenaars hield stand en bleef fanatiek verder vechten. Ze werden echter zo dicht bij elkaar gedrongen dat ze hun wapens niet meer konden gebruiken. Een groot deel van hen kwam om door verstikking, waaronder Filips van Artevelde. 
De Vlaamse aanvoerder was aan het hoofd geraakt en door zijn eigen mensen vertrapt. Na afloop werd zijn lijk gevonden tussen de talloze andere (Froissart sprak van 26.000). Meewarig stelden ze vast dat hij bont droeg onder zijn wapenuitrusting. Karel VI schopte tegen de dode als tegen een lijfeigene en liet hem ontkleed aan een boom hangen. Het overwinningslied van Eustache Deschamps benadrukte hoe kort de strijd had geduurd. 

## Plunderingen in Kortrijk
Na de slag trokken de Fransen naar Kortrijk om er plunderingen en moordpartijen aan te richten. Ze staken de stad in brand en namen de sporen terug die na de Guldensporenslag als trofee waren opgehangen in de Onze-Lieve-Vrouwekerk. Die kregen een nieuw onderkomen in de Sint-Denijsbasiliek te Parijs. De vernuftige belfortklok liet Filips de Stoute meenemen om ze aan zijn hoofdstad Dijon te schenken. Hij noemde ze een van de mooiste die er zijn aan deze of gene zijde van de zee (“l'un des plus biaux que on seuist dechà ni delà la mer”). Ze werd er bekend als Le Jacquemart, wat uitgroeide tot de algemene benaming voor een klok met mechanische poppen.

## Nabeschouwing
Filips de Stoute kon de overwinning niet te gelde maken. Hij was eind januari 1384 graaf van Vlaanderen geworden en had de economische kracht van Gent nodig. De rebellie duurde tot 8 december 1385, wanneer de Vrede van Doornik werd gesloten tussen een diplomatieke graaf en een uitgeputte stad.
Het belang dat Filips aan de slag hechtte, blijkt niettemin uit het enorme wandtapijt dat hij ervan liet maken (5x41m). Hij bestelde het in 1384 bij Michel Bernard, een koopman uit Atrecht. Het werk - nu verloren - kostte niet minder dan 3600 goudfranken en mocht tot de belangrijkste politieke kunst uit de middeleeuwen worden gerekend.

## Galerij

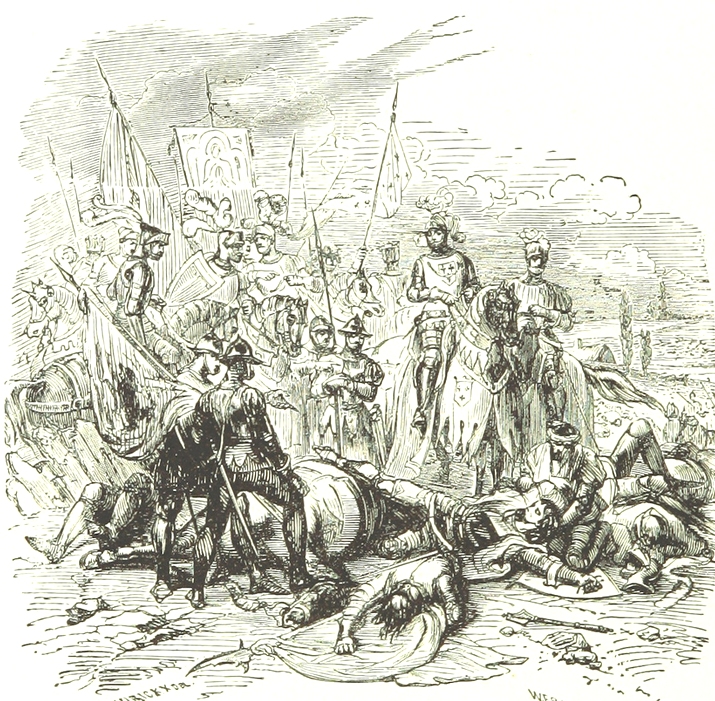
Lijk van Filips van Artevelde bij de Slag van Westrozebeke
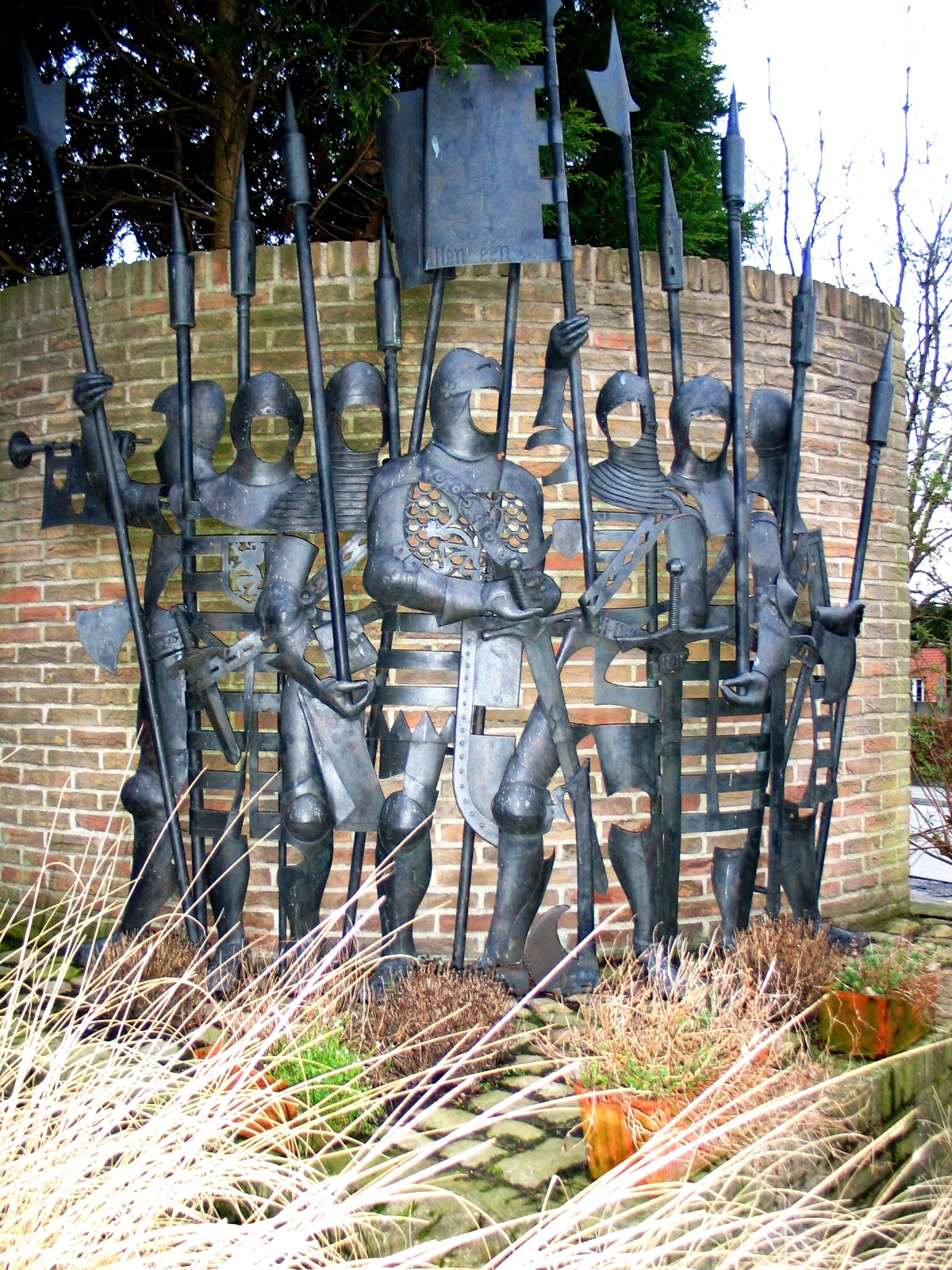
Gedenkteken in Westrozebeke ter herinnering aan de slag die hier op de Goudberg werd geleverd

## Oude bronnen
- (fr) Kroniek van Froissart, boek III
- (fr) Manuel d'histoire van Filips VI van Frankrijk
- (fr) La chronique du bon duc Loys de Bourbon
- (it) Cronica van Buonaccorso Pitti
- (nl) Nicolaas Despars, Chronycke van den Lande ende Graefscepe van Vlaanderen
- (fr) Eustache Deschamps